# بيدرو غونسالفيس (مدرب كرة قدم)
بيدرو فالديمار سواريس غونسالفيس (من مواليد 7 فبراير 1976) هو مدرب كرة قدم برتغالي. ويتولى حاليا تدريب منتخب أنغولا .
بدأ غونسالفيس مسيرته التدريبية في نادي أمورا فوتيبول في عام 1997، حيث كان لا يزال مساعدًا. لاحقًا، انتقل إلى نادي كوفا دا بيداد ثم انضم إلى نادي سبورتينغ لشبونة البرتغالي في عام 2000، في البداية ككشاف، ثم كمدرب للشباب في عام 2001. درب في أكاديمية سبورتنج حتى عام 2015.
أيضًا في عام 2015، غادر إلى أنغولا حيث كان مسؤولاً عن فرق أقل من 15 عامًا وتحت 17 عامًا في فريق أول دي أغوستو، وفاز لاحقًا بالبطولة الأنجولية. وفي عام 2018، تم انتخابه مدربًا لمنتخب أنغولا تحت 17 عامًا. في نفس العام فاز بكأس كوسافا وكان بطل أول تأهل لأنغولا إلى كأس العالم تحت 17 عامًا ، والذي أقيم في عام 2019.
بعد تدريب فريقي بالانكاس نيغراس تحت 20 سنة وتحت 23 سنة، أصبح بيدرو سواريس غونسالفيس مدربًا للمنتخب الأنغولي الأول في عام 2019 ، وهو المنصب الذي يشغله حاليًا. في عام 2022 ضمنت أنغولا التأهل لبطولة الأمم الإفريقية للمحليين (تشان) التي أقيمت عام 2023. أنهى المنافسة في المركز الثاني من المجموعة الرابعة.
في سبتمبر 2023، دخل التاريخ مرة أخرى بتأهل المنتخب الأنغولي لكأس الأمم الأفريقية 2023 ، وبذلك أصبح مدرب "بالانكاس نيغراس" الوحيد الذي تأهل لكل من بطولة الأمم الإفريقية للمحليين وكأس الأمم الإفريقية.